# Lavdara
Lavdara je mali otok u Jadranskom moru, pripada Hrvatskoj. Leži jugoistočno od Dugog otoka, usporedo s njegovim istočnim krajem. Od Dugog otoka ga dijeli Lavdarski kanal širok 1100 m.
Duga je 3 km, a u najširem dijelu je široka 1 km.
Brodom se može do nje doći za 15 minuta iz mjesta Sali, najbližeg naseljenog mjesta na Dugom otoku. Na Lavdari se, iznad uvale Pod kućom nalazi kaštel-ljetnikovac s kraja XVII stoljeća. Ladanjskim kućama na Lavdari bavila se Marija Stagličić.

## Vanjske poveznice
|  | Zajednički poslužitelj ima još gradiva o temi Lavdara |